# Salenberg (Vogelschutzgebiet)
Das Gebiet Salenberg ist ein 2007 eingerichtetes und mit Verordnung vom 5. Februar 2010 durch das Ministerium für Ernährung und Ländlichen Raum festgelegtes Europäisches Vogelschutzgebiet (Schutzgebietskennung DE-7425-401) im Südosten des deutschen Landes Baden-Württemberg.

## Lage
Das rund 28 Hektar große Vogelschutzgebiet „Salenberg“ liegt etwa neunhundert Meter nordwestlich der Lonseer Ortsmitte, einer Gemeinde im Alb-Donau-Kreis, auf einer Höhe zwischen 570 und 640 m ü. NHN.

## Beschreibung
Beschrieben wird das Gebiet „Salenberg“ als „Wacholderheide auf einem Westhang im Weißen Jura mit schönem Bestand von Wacholder, einzelnen Weidbuchen und Eichen“.

### Lebensraumklassen
|                                                                 |                                                                 |  |      |      |
| Laubwald                                                        | Laubwald                                                        |  | 20 % | 20 % |
| Mischwald                                                       | Mischwald                                                       |  | 42 % | 42 % |
| Heide, Steppe, Trockenrasen                                     | Heide, Steppe, Trockenrasen                                     |  | 32 % | 32 % |
| Sonstiges (Städte, Straßen, Deponien, Gruben, Industriegebiete) | Sonstiges (Städte, Straßen, Deponien, Gruben, Industriegebiete) |  | 6 %  | 6 %  |
|                                                                 |                                                                 |  |      |      |

## Schutzzweck
Die gebietsbezogenen Erhaltungsziele sind je nach Art unterschiedlich beschrieben:

### Brutvögel
Brutvogelarten, die im Anhang I der Vogelschutzrichtlinie aufgelistet und für die in ganz Europa besondere Maßnahmen anzuwenden sind. In diese Kategorie fallen in Baden-Württemberg insgesamt 39 Arten.

#### Neuntöter(Lanius collurio)

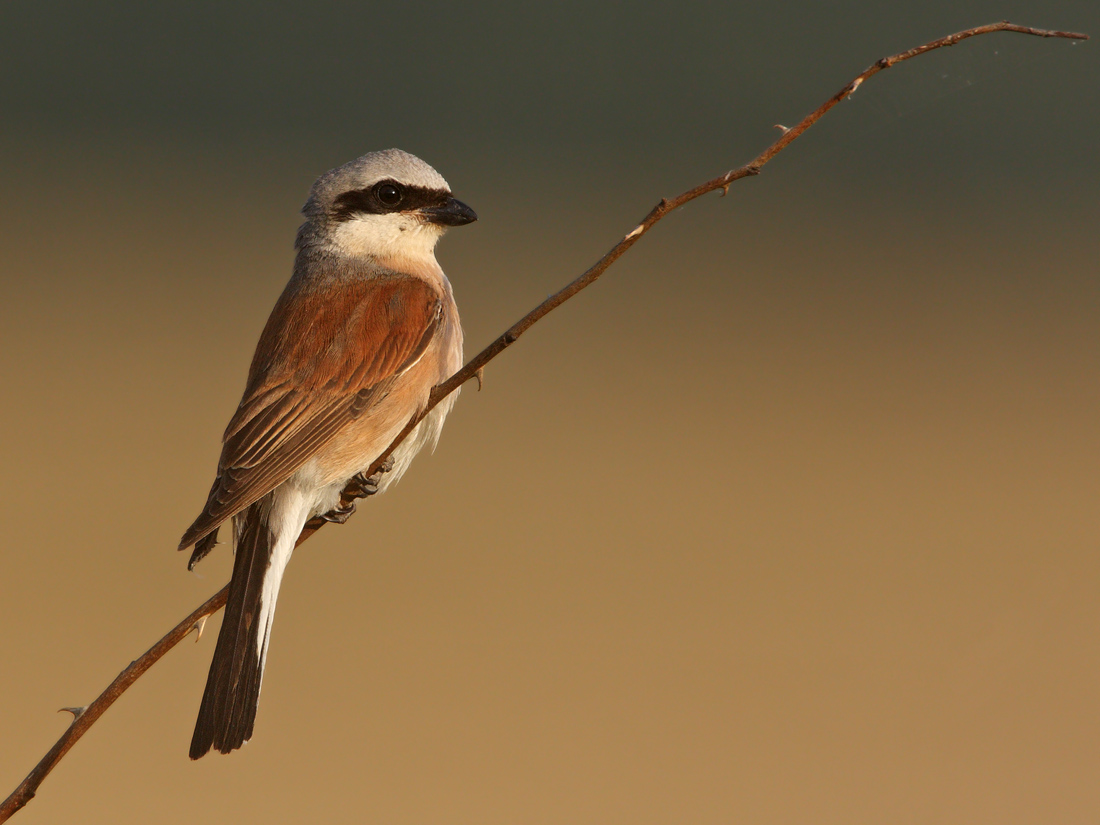
Neuntöter

Erhaltung von extensiv bewirtschafteten Streuobst-, Grünland- und Heidegebieten, von Nieder- und Mittelhecken aus standortheimischen Arten, insbesondere dorn- oder stachelbewehrte Gehölze, Erhaltung der Streuwiesen und offenen Moorränder, Erhaltung von Einzelbäumen und Büschen in der offenen Landschaft, von Feldrainen, Graswegen, Ruderal-, Staudenfluren und Brachen, Acker- und Wiesenrandstreifen, von Sekundärlebensräumen wie aufgelassene Abbaustätten mit vorgenannten Lebensstätten sowie Erhaltung des Nahrungsangebots, insbesondere mit größeren Insekten.

#### Uhu(Bubo bubo)

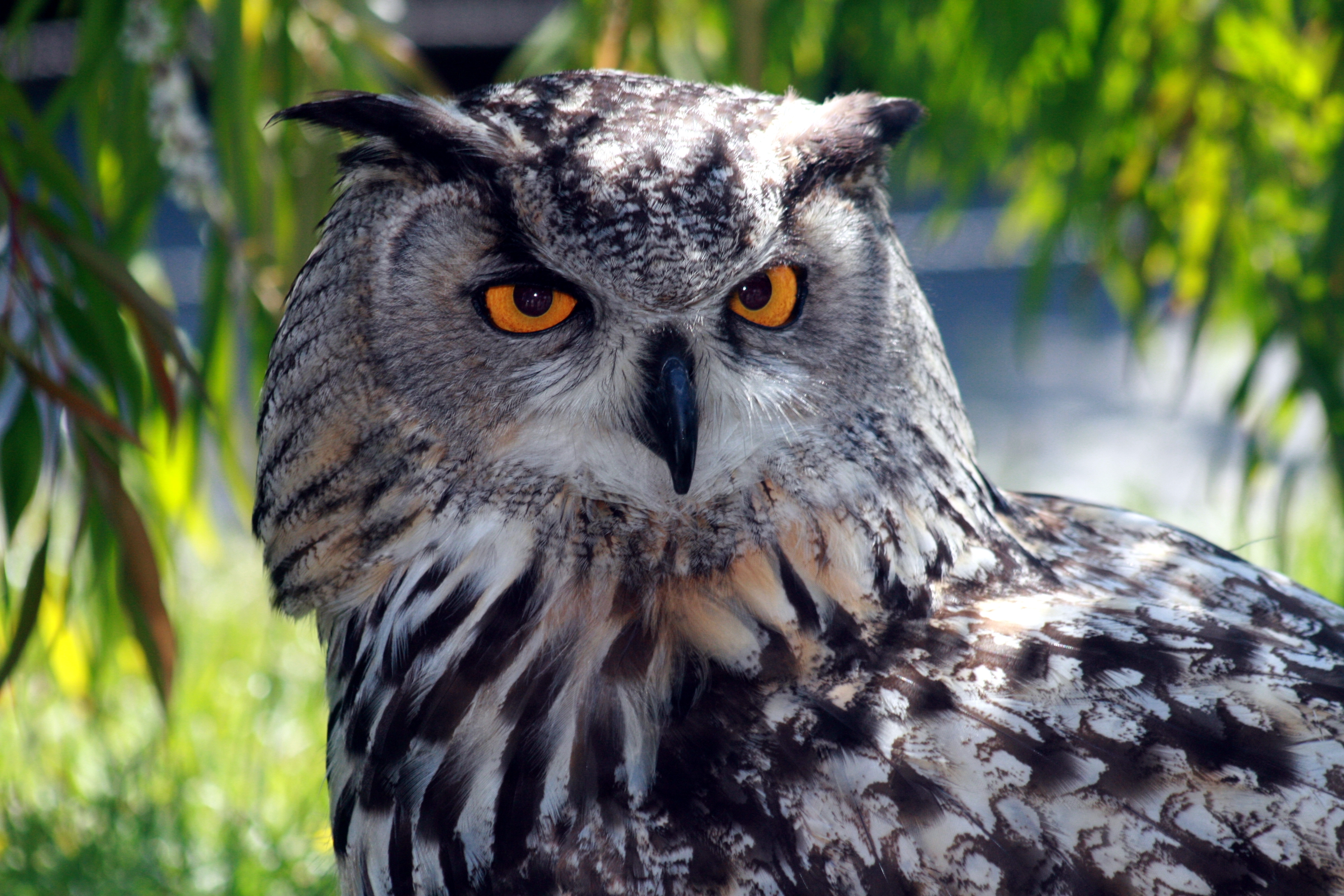
Uhu

Erhaltung der offenen Felswände und von Steinbrüchen jeweils mit Höhlen, Nischen und Felsbändern, Erhaltung von reich strukturierten Kulturlandschaften im Umfeld von vorgenannten Lebensstätten, von offenem Wiesengelände mit Heckenstreifen, Erhaltung der Lebensräume ohne Gefahrenquellen wie nicht vogelsichere Freileitungen und Windkraftanlagen sowie störungsfreier oder zumindest störungsarmer Fortpflanzungs- und Ruhestätten.

#### Wanderfalke(Falco peregrinus)

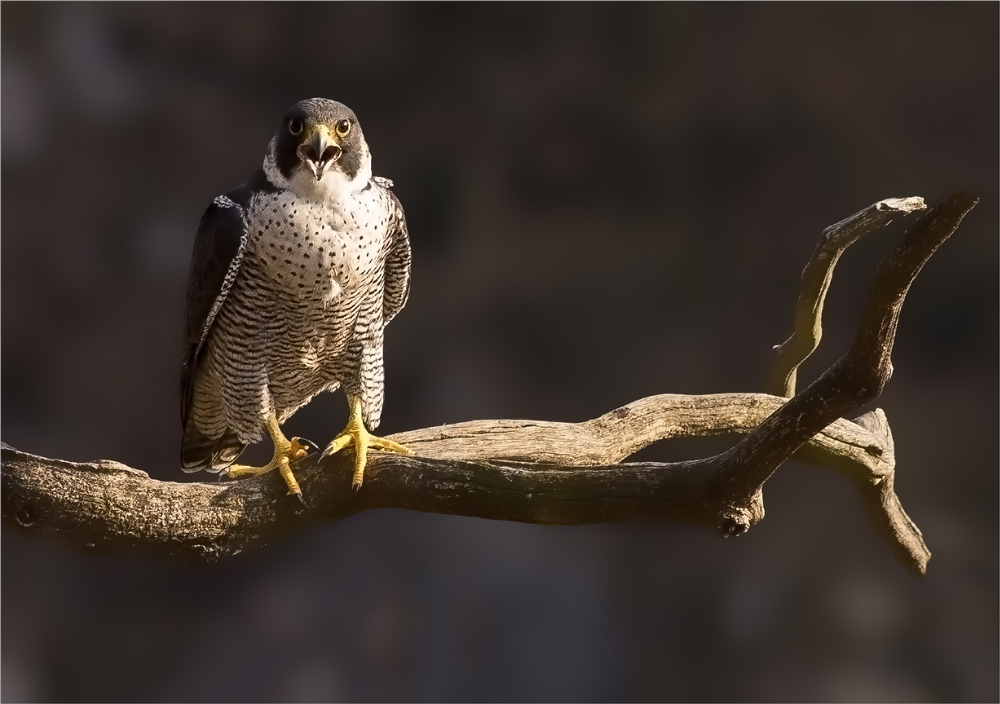
Wanderfalke

Erhaltung der offenen Felswände und von Steinbrüchen jeweils mit Höhlen, Nischen und Felsbändern, Erhaltung der Lebensräume ohne Gefahrenquellen wie nicht vogelsichere Freileitungen und ungesicherte Schornsteine sowie Erhaltung störungsfreier oder zumindest störungsarmer Fortpflanzungsstätten während der Fortpflanzung in der Zeit vom 15. Februar bis 30. Juli.

## Zusammenhang mit anderen Schutzgebieten
Mit dem Vogelschutzgebiet „Salenberg“ sind das FFH-Gebiet „Kuppenalb bei Laichingen und Lonetal“ (7425-311), das Naturschutzgebiet „Salenberg“ (4.052) sowie das Landschaftsschutzgebiet „Lonsee“ (4.25.110) als zusammenhängende Schutzgebiete ausgewiesen.